# Елгін (Оклахома)
Елгін (англ. Elgin) — місто (англ. city) в США, в окрузі Команчі штату Оклахома. Населення — 3656 осіб (2020).

## Географія
Елгін розташований за координатами 34°47′6″ пн. ш. 98°18′2″ зх. д. / 34.78500° пн. ш. 98.30056° зх. д. (34.784912, -98.300519).  За даними Бюро перепису населення США в 2010 році місто мало площу 9,63 км², з яких 9,59 км² — суходіл та 0,04 км² — водойми.

### Клімат
| Клімат : Елгін          | Клімат : Елгін | Клімат : Елгін | Клімат : Елгін | Клімат : Елгін | Клімат : Елгін | Клімат : Елгін | Клімат : Елгін | Клімат : Елгін | Клімат : Елгін | Клімат : Елгін | Клімат : Елгін | Клімат : Елгін | Клімат : Елгін |
| Показник                | Січ.           | Лют.           | Бер.           | Квіт.          | Трав.          | Черв.          | Лип.           | Серп.          | Вер.           | Жовт.          | Лист.          | Груд.          | Рік            |
| Абсолютний максимум, °C | 28,3           | 29,4           | 38,3           | 37,2           | 40,6           | 44,4           | 43,9           | 42,8           | 42,2           | 37,8           | 30,6           | 30,6           | 44,4           |
| Середній максимум, °C   | 9,4            | 12,2           | 17,2           | 22,8           | 26,7           | 31,7           | 34,4           | 34,4           | 30,0           | 23,9           | 16,7           | 11,1           | 22,6           |
| Середній мінімум, °C    | −2,2           | 0,6            | 4,4            | 10,6           | 15,0           | 20,0           | 22,2           | 21,7           | 17,8           | 11,7           | 4,4            | −0,6           | 10,5           |
| Абсолютний мінімум, °C  | −21,1          | −16,7          | −17,2          | −4,4           | 1,7            | 7,8            | 13,9           | 12,2           | 2,8            | −3,3           | −10,6          | −20,6          | −21,1          |
| Норма опадів, мм        | 30             | 38             | 51             | 66             | 137            | 97             | 64             | 58             | 84             | 86             | 43             | 33             | 787            |
| Днів з дощем            | 5              | 5              | 6              | 7              | 9              | 7              | 6              | 6              | 6              | 6              | 5              | 5              | 73             |
| ----------------------- | -------------- | -------------- | -------------- | -------------- | -------------- | -------------- | -------------- | -------------- | -------------- | -------------- | -------------- | -------------- | -------------- |
| Джерело: weather.com    |                |                |                |                |                |                |                |                |                |                |                |                |                |

## Демографія
Згідно з переписом 2010 року, у місті мешкало 2156 осіб у 759 домогосподарствах у складі 619 родин. Густота населення становила 224 особи/км².  Було 880 помешкань (91/км²).
Расовий склад населення:
| - 78,8 % — білих - 8,6 % — корінних американців - 4,7 % — чорних або афроамериканців - 1,3 % — азіатів - 0,3 % — вихідців з тихоокеанських островів - 1,2 % — осіб інших рас |

До двох чи більше рас належало 5,2 %. Частка іспаномовних становила 8,5 % від усіх жителів.
За віковим діапазоном населення розподілялося таким чином: 32,0 % — особи молодші 18 років, 58,1 % — особи у віці 18—64 років, 9,9 % — особи у віці 65 років та старші. Медіана віку мешканця становила 32,6 року. На 100 осіб жіночої статі у місті припадало 95,5 чоловіків;  на 100 жінок у віці від 18 років та старших — 90,4 чоловіків також старших 18 років.
Середній дохід на одне домашнє господарство  становив 68 281 долар США (медіана — 65 625), а середній дохід на одну сім'ю — 75 884 долари (медіана — 72 039). Медіана доходів становила 53 571 долар для чоловіків та 38 036 доларів для жінок. За межею бідності перебувало 7,9 % осіб, у тому числі 6,7 % дітей у віці до 18 років та 9,9 % осіб у віці 65 років та старших.
Цивільне працевлаштоване населення становило 1139 осіб. Основні галузі зайнятості: освіта, охорона здоров'я та соціальна допомога — 30,9 %, мистецтво, розваги та відпочинок — 10,7 %, виробництво — 8,9 %, публічна адміністрація — 8,7 %.